# William Silberschmidt

William Silberschmidt (1914)

William Silberschmidt (* 17. Januar 1869 in La Chaux-de-Fonds; † 8. April 1947 in Zürich) war ein Schweizer Mediziner.

## Leben
William Silberschmidts Vater war aus Deutschland zugewandert und hatte in La Chaux-de-Fonds die erste Uhrenfabrik errichtet. Silberschmidt absolvierte 1887 die Matura am Gymnasium in Pruntrut. Er studierte Medizin an der Universität Bern, mit zwei Auslandssemestern an der Universität München. 1892 absolvierte er das Staatsexamen, und 1893 wurde er bei Ernst Tavel promoviert. Nach einem Aufenthalt am Institut Pasteur in Paris erhielt er die Stelle eines Assistenten unter Oskar Wyss am Hygiene-Institut der Universität Zürich. 1895 wurde er in Zürich habilitiert. Ab 1906 war er ausserordentlicher und ab 1910 ordentlicher Professor für Hygiene mit Einschluss der Schulhygiene und Bakteriologie an der Universität Zürich. 1912 bezog das Hygiene-Institut zusammen mit dem Pharmakologischen Institut einen Neubau an der Gloriastrasse. 1935 trat er zurück.
Der Historiker Max Silberschmidt war sein Sohn.

## Schriften (Auswahl)
- Experimentelle Untersuchungen über die bei der Entstehung der Perforationsperitonitis wirksamen Factoren des Darm-Inhalts. In: Mittheilungen aus Kliniken und medicinischen Instituten der Schweiz. Reihe 1, H. 5, 1894, S. 431–466 (Dissertation, Universität Bern, 1893).
- Contribution à l’étude de la swine-plague du hog choléra et de la pneumoentérite des porcs. In: Annales de l’Institut Pasteur. Februar 1895, S. 66–103 (Habilitationsschrift, Universität Zürich, 1895).
- Müll (mit Hauskehricht). In: August Gärtner (Hrsg.): Handbuch der Hygiene. 2. Auflage. Bd. 2, Abt. 4, Barth, Leipzig 1918, S. 573–714.
- Verbreitung und soziale Bedeutung der Krebserkrankungen. In: Krebskrankheit. Drei Vorträge. Rascher, Zürich 1918.